# Acracona
Acracona é um gênero de mariposa pertencente à família Crambidae.